# ترکیب میانی
محصول میانی یا ترکیب میانی، گونه‌ای مولکولی است که از واکنش واکنش‌دهنده‌ها یا از واکنش ترکیب‌های میانی پیشین به وجود آمده و با پیشرفت واکنش نیز خود واکنش می‌دهد تا در نهایت محصولات واکنش به وجود بیایند. از آنجاییکه بیشتر واکنش‌های شیمیایی چندمرحله‌ای هستند، بیشتر واکنش‌های شیمیایی دارای ترکیب‌های میانی نیز می‌باشند. ترکیب میانی حاصل همین واکنش‌های میانی است و به غیر از آخرین واکنش که محصول نهایی را تولید می‌کند، واکنش‌های میانی منجر به تولید ترکیب‌های میانی می‌شوند. واکنش‌دهنده‌های میانی عموماً عمر کوتاهی دارند و به سختی می‌توان آنها را جدا کرد. همچنین به دلیل عمر پایینی که این ترکیب‌ها دارند، به ندرت در محصول نهایی اثری از آنها باقی می‌ماند.

## مثال
واکنش چند مرحله‌ای زیر را در نظر بگیرید:
A + B → C + D
این واکنش از دو مرحله زیر تشکیل شده‌است:
A + B → X
X → C + D
X یک ترکیب میانی است که در محصول نهایی وجود ندارد.